# Plastilina Mosh
Plastilina Mosh est un groupe mexicain de rock, jazz et musique électronique, originaire de Monterrey. Il fait partie du mouvement appelé avanzada regia (es).

## Histoire
Ils participent aux MTV Awards 2007 en interprétant un remix de la chanson With Love avec Hilary Duff.
Leur album suivant, sorti en août 2008 et intitulé All U Need Is Mosh est publié sous le label discographique indépendant mexicain  Happy-Fi Records, après avoir demandé leur lettre de retrait à EMI Music Mexico ; cependant, la transnationale est chargée de la distribution de l'album grâce à l'accord entre les deux labels. All U Need is Mosh comprend des apparitions de Ximena Sariñana, Niña Dioz, entre autres.
En 2023, Plastilina Mosh retourne aux studios d'enregistrement pour réaliser Mosh y Mambo, une série de réinterprétations de leurs chansons aux rythmes de cha-cha-cha, danzón et mambo. En février 2024, le duo présente une nouvelle collaboration avec la People's League, débutant le titre Controlemos el Fuego.

## Discographie
- 1997 : Niño Bomba (EP)
- 1998 : Aquamosh
- 2000 : Juan Manuel
- 2003 : Hola Chicuelos
- 2006 : Tasty + B Sides
- 2008 : All U Need Is Mosh
- 2017 : Singles
- 2023 : Mosh y Mambo
- 2024 : Controlemos el fuego